# Krótkowarg dwubarwny
Krótkowarg dwubarwny (Chilobrachys bicolor) – gatunek pająka z rodziny ptasznikowatych, endemicznie zamieszkującego Mjanmę.

## Taksonomia
Gatunek ten po raz pierwszy opisał Reginald Innes Pocock w 1895 roku na łamach „Annals and Magazine of Natural History” pod nazwą Musagetes bicolor. Jako lokalizację typową wskazano Kijouske w Górnej Birmie. W 1900 roku Pocock zsynonimizował Musagetes z Chilobrachys, tworząc obecną kombinację.

## Morfologia
Pająk osiągający do 6 cm długości ciała i 13 cm rozpiętości odnóży. W ubarwieniu obu płci dominuje jasny brąz. Charakterystyczną cechą tego krótkowarga jest dwubarwność odnóży i nogogłaszczków. Wierzch ud jest znacznie ciemniejszy niż pozostałych członów. Spód bioder, krętarzy i ud nogogłaszczków i dwóch pierwszych par odnóży jest po stronie wewnętrznej czarny, a po zewnętrznej ochrowożółty. Kolce strydulacyjne na szczękoczułkach tworzą grupkę w części odsiebnej węższą niż w środkowej, a szczecinki strydulacyjne na szczękach nie formują równych szeregów.

## Hodowla
Dla dorosłego osobnika zaleca się terrarium o wymiarach minimalnych 25×25×25 cm z kilkucentymetrową warstwą podłoża. Zalecana wilgotność wynosi 90%, a temperatura 28 °C w dzień ze spadkami do 22 °C nocą. Pająk chętnie kopie i dużo przędzie. Jest szybki i stosunkowo silnie jadowity.